# ريتشارد هاول (كرة سلة)
ريتشارد هاول (بالإنجليزية: Richard Howell)‏ مواليد 26 سبتمبر 1990 في ماريتا، هو لاعب كرة سلة محترف أمريكي بدأ مسيرته الاحترافية في سنة 2013 ويحمل الرقم 14. يبلغ طوله 6 قدم 8 بوصة (2.0 م). لعب كرة السلة الجامعية مع فريق جامعة ولاية نورث كارولينا.

## روابط خارجية
- ريتشارد هاول على موقع الاتحاد الدولي لكرة السلة (الإنجليزية)
- ريتشارد هاول على موقع كرة السلة الأوروبية.كوم (الإنجليزية)
- ريتشارد هاول على موقع كلية كرة السلة في سبورتس رفرنس.كوم (الإنجليزية)
- ريتشارد هاول على موقع ريلجم (الإنجليزية)
- ريتشارد هاول على موقع بروبوليرز (الإنجليزية)
- ريتشارد هاول على موقع سبورتس رفرنس (الإنجليزية)
- ريتشارد هاول على موقع سبورتس رفرنس (الإنجليزية)